# Bent Nielsen (forsvarsadvokat)
 For alternative betydninger, se Bent Nielsen. (Se også artikler, som begynder med Bent Nielsen)
Bent Nielsen (født 25. december 1927 i Århus, død 3. januar 2003) var en fremtrædende dansk forsvarsadvokat, forfatter og offentlig debattør.
Bent Nielsen blev født i Århus som søn af installatør Niels Peter Nielsen.
Han fik Studentereksamen fra Marselisborg Gymnasium og modtog cand.jur.-graden fra Aarhus Universitet i 1955.
Han fik advokatbestalling i 1958 og møderet for Landsretten i 1962 og Højesteret i 1967.
Bent Nielsen virkede som forsvarsadvokat for en række drabsmænd.
Blandt andre fik han den firdobbelt politimorder Palle Sørensen løsladt fra hans livstidsafsoning.
Han var en af forsvarsadvokaterne i den såkaldte Bispehave-sag i 2000.
I 2001 fik Bent Nielsen en politibetjent frikendt i en sag om pligtforsømmelse ved efterforskningen af en voldssag fra Trige.
Han søgede for frifindelse af superligaspilleren Nocko Jockovic ved Vestre Landsret i en voldssag.
I 1980'erne udgav Bent Nielsen debatbøgerne Regningen er Betalt (1984) og Bette Mand i Knibe (1985). I 2002 blev det til bogen Det er li'godt træls: En forsvarsadvokat dilemma, der beskrev en række af hans sager samt gav generelle betragtninger om retfærdighed, for eksempel om begrebet "fast retspraksis".
I bogen argumenterede han for et langt højere beløb i erstatning til ofre der er mærket på livstid.
Han foreslog at man i ømfindtlige sager, såsom incestsager, kun afsiger enstemmige domme og kun notere dommerenes uenighed i en hemmelig lukket protokol.
Bent Nielsen deltog i Danmark Radios tv-program Dilemma i 1998, debatprogrammet Emma i 1989 og Den Offentlige Mening (1990–1994).
Han medvirkede også i et debatprogram på TV 2: programmet Under Masken fra 1997.
Derudover havde han en rolle som forsvarsadvokat i Nils Malmros' spillefilm At kende sandheden.
Han døde 75 år gammel i 2003 efter længere tids sygdom.
Kort før sin død fik han færdiggjort en erindringsbog med arbejdstitlen Det var så det.